# Chandra Shekhar Azad
Chandra Shekhar Azad, pseudonimo di Chandra Shekhar Tiwari (Bhavra, 23 luglio 1906 – Allahabad, 27 febbraio 1931), è stato un rivoluzionario indiano.

## Biografia

### Primi anni di vita
Chandra Shekhar Tiwari nacque il 23 luglio 1906 nel villaggio di Bhavra, nello stato dell'Alirajpur. I suoi antenati provenivano dal villaggio di Badarka, nel distretto di Unnao. Sua madre, Jagrani Devi, era la terza moglie di Sitaram Tiwari, le cui precedenti mogli erano morte giovani. Dopo la nascita del loro primo figlio, Sukhdev, a Badarka, la famiglia si era trasferita nell'Alirajpur.
La madre di Tiwari voleva che egli fosse un grande studioso di sanscrito, e persuase suo padre a mandare il bambino a studiare a Kashi Vidyapeeth, nel Varanasi. Quando aveva quindici anni, nel 1921, Tiwari decise di partecipare alle proteste del movimento di non-cooperazione di Gandhi, in un momento in cui queste avevano raggiunto enormi proporzioni. Proprio per tali ragioni, il 20 dicembre di quell'anno, egli venne arrestato. Una settimana più tardi, quando fu presentato di fronte al giudice distrettuale e reverendo Tomson Kregat, Tiwari disse di chiamarsi "Azad" ("il libero"), affermò che suo padre avesse il nome di "Swatantrata" ("indipendenza") e che la sua residenza fosse la "galera". Adirandosi per quella provocazione, il magistrato ordinò che il giovane rimanesse in carcere per 23 settimane, e che fosse punito con 15 frustate al giorno.

### Attivismo
Nel 1922, Tiwari rimase deluso dal fatto che Gandhi avesse deciso di porre fine al movimento di non-cooperazione. Nello stesso periodo, fece la conoscenza di Manmath Nath Gupta, grazie al quale entrò nell'associazione rivoluzionaria fondata da Ram Prasad Bismil. Tiwari divenne un membro molto attivo del circolo rivoluzionario, e compiva crimini e furti per finanziare la sua associazione contro il governo inglese: nel 1925, a Kakori, partecipò a una famosa rapina in treno, nel 1928 attentò alla vita di J. P. Saunders per vendicare la morte di Lala Lajpat Rai, mentre, nel 1929, tentò di far saltare in aria un treno ove era presente il viceré dell'India.
Nel corso della sua vita, Azad riuscì a far entrare altri membri fra le file dei rivoluzionari, fra cui Sadashivrao Malkapurkar, Vishwanath Vaishampayan e Bhagwan Das Mahaur, e ad ottenere il sostegno di membri del Congresso come Motilal Nehru, Raghunath Vinayak Dhulekar, e Sitaram Bhaskar Bhagwat. Un altro sostenitore di Azad era Bundelkhand Kesri Dewan Shatrughan Singh, fondatore del movimento per la libertà nel Bundelkhand, che gli fornì armi e combattenti. Azad andava spesso a trovare Singh nel suo forte di Mangrauth.
Durante il mese di settembre del 1928, Azad, Bhagat Singh e altri rivoluzionari, inaugurarono una nuova fase della loro associazione che, da quel momento, iniziò perseguire l'ideale di un'India indipendente e fedele ai principi del socialismo.

### Ultimi anni di vita
Durante la seconda metà degli anni venti, per sfuggire alla polizia che era intenta ad arrestare i rivoluzionari, Azad si rifugiò dalle parti di Jhansi, e adottò una falsa identità. Durante gli ultimi anni della sua vita, egli imparò a guidare un'automobile nel Bundelkhand Motor Garage del Sadar Bazar di Jhansi, andava nella foresta della vicina Orchha per migliorare la sua abilità di tiro con le armi da fuoco, e addestrava altri sostenitori della rivoluzione a difendersi. Costruì anche una capanna sulle rive di un tempio Hanuman ai bordi del fiume Satar, e vi visse per un lungo periodo. Divenne amico degli abitanti del villaggio di Dhimarpura. Visse anche a Nai Basti nella casa di Rudra Narayan Singh, così come a Nagra Jhansi in quella di Bhagwat, a Nagra.

### Morte

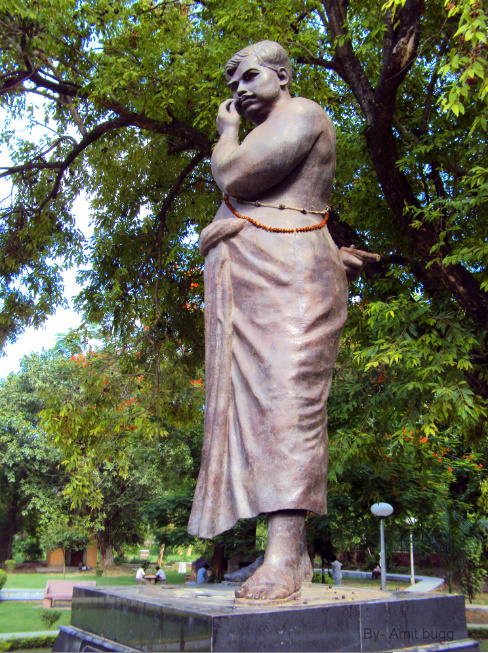
Monumento dedicato ad Azad nel Chandrashekhar Azad Park

Il 27 febbraio 1931, J. R. H. Nott-Bower, capo della polizia giudiziaria di Allahabad, venne informato della presenza del ribelle e di un suo compagno di nome Sukhdev Raj ad Alfred Park. Dopo aver appreso la notizia, Bowen chiamò le forze dell'ordine di Allahabad per farlo arrestare. Si suppone che furono i due aiutanti di Azad Veerbhadra Tiwari e Yashpal ad informare due degli agenti di polizia giunti sul posto riguardo alla posizione del giovane rivoluzionario. Quando Thakur Vishweshwar Singh e altri poliziotti circondarono Azad, iniziò una sparatoria. Quest'ultimo si protesse dietro un albero e sparò colpi di pistola alla polizia. Dopo un lungo conflitto a fuoco, Azad giurò di voler rimanere per sempre Azad ("il libero") e mai catturato vivo, e si uccise sparandosi alla testa l'ultimo colpo in canna. Stando ad altre fonti, egli non si sarebbe tolto la vita, ma sarebbe stato ucciso dalle forze dell'ordine. Durante la sparatoria, Sukhdev Raj riuscì a scappare rimanendo illeso, mentre Bower e Singh riportarono delle ferite rispettivamente nel palmo destro e nelle mascelle. La polizia recuperò il corpo di Azad dopo che gli altri agenti giunsero sul posto.
Il corpo di Azad fu fatto cremare in segreto a Rasulabad Ghat. Appena si venne a sapere della morte di Azad, molte persone circondarono il parco in cui era morto il dissidente indiano lodandolo e intonando slogan contro i britannici.